# Rhynchina abducalis
Rhynchina abducalis là một loài bướm đêm trong họ Erebidae.